# Маунт, Мейсон
Ме́йсон То́ни Ма́унт (англ. Mason Tony Mount; родился 10 января 1999, Портсмут) — английский футболист, полузащитник клуба «Манчестер Юнайтед» и национальной сборной Англии.

## Клубная карьера
Маунт является воспитанником академии футбольного клуба «Челси». В сезоне 2016/17 провёл за молодёжную команду 21 матч, забил четыре мяча. Был отдан своим клубом в аренду в нидерландский клуб «Витесс», выступающий в Эредивизи — высшем дивизионе Нидерландов, на сезон 2017/18. Следующий год также провёл в аренде, в «Дерби Каунти» — клубе Чемпионшипа, весь сезон 2018/19 играя под руководством Фрэнка Лэмпарда, который, возглавив клуб Премьер-лиги «Челси» перед началом сезона 2019/20, принял решение о возвращении Мейсона в состав «синих».

### «Челси»

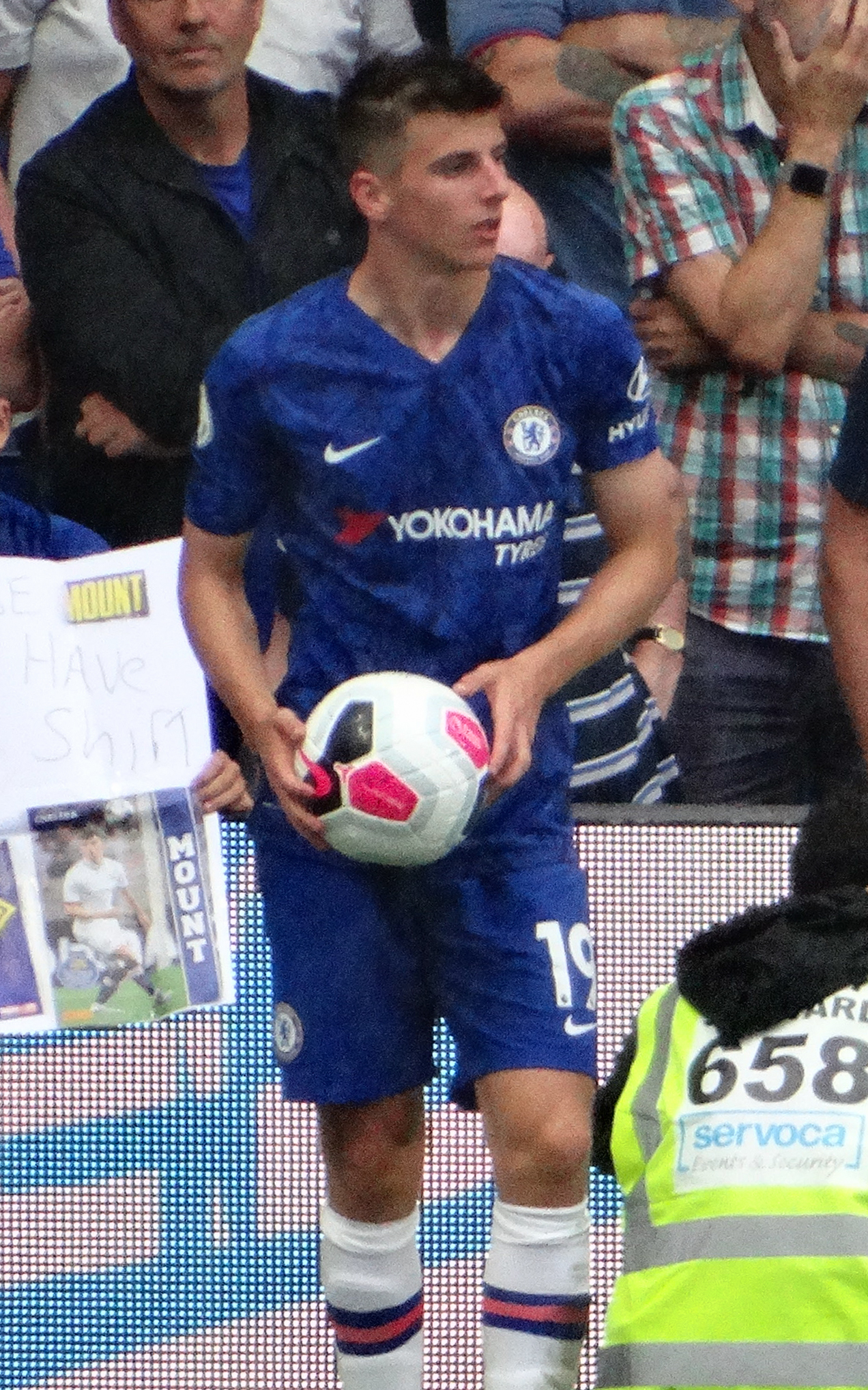
Маунт в составе «Челси» в 2019 году

12 августа 2019 года дебютировал за основной состав «Челси», выйдя с первых минут в матче против «Манчестер Юнайтед», однако «синие» проиграли со счётом 0:4, Маунт отыграл в поединке все 90 минут. 18 августа 2019 забил дебютный гол в матче против «Лестер Сити», отличившись на седьмой минуте. 17 сентября он получил травму лодыжки в дебютном матче Лиги чемпионов против «Валенсии». В марте 2020 года «Челси» обратился к Маунту за игнорирование правил самоизоляции во время пандемии COVID-19. В то время как вся команда была вынуждена самоизолироваться из-за положительного теста Каллума Хадсона-Одои на COVID-19, Маунт пошёл играть в футбол с друзьями, в том числе с игроком «Вест Хэм Юнайтед» Декланом Райсом. В последнем туре Премьер-лиги 2019/20, победив «Вулверхэмптон» 2:0, Маунт забил первый гол со штрафного и помог Оливье Жиру забить второй гол, что позволило «Челси» обеспечить себе место в Лиге чемпионов 2020/21.
Маунт хорошо начал сезон 2020/21, поскольку он участвовал во всех матчах «Челси», включая матч против «Барнсли» в третьем раунде Кубка лиги, который закончился домашней победой 6:0. 24 января 2021 года вывел «Челси» с капитанской повязкой в домашнем матче против «Лутон Таун» в Кубке Англии. 4 марта Маунт забил единственный гол в выездной игре против «Ливерпуля» 1:0, что принесло «красным» пятое подряд поражение в лиге на «Энфилде» впервые в их истории. 7 апреля 2021 года Маунт забил свой первый гол в европейском футболе в матче против «Порту» в первом матче четвертьфинала Лиги чемпионов, став самым молодым игроком «Челси», забившим в плей-офф Лиги чемпионов. 27 апреля он сыграл 100-й матч за «Челси» в выездной матче против «Реала» в первом полуфинале Лиги чемпионов. 18 мая Маунт был признан игроком года «Челси». 29 мая в финале Лиги чемпионов Маунт сделал результативную передачу на Кая Хаверца, благодаря чему «Челси» выиграл у «Манчестер Сити» 1:0, став победителем турнира во второй раз в своей истории, а также стал первым трофеем Маунта в карьере.

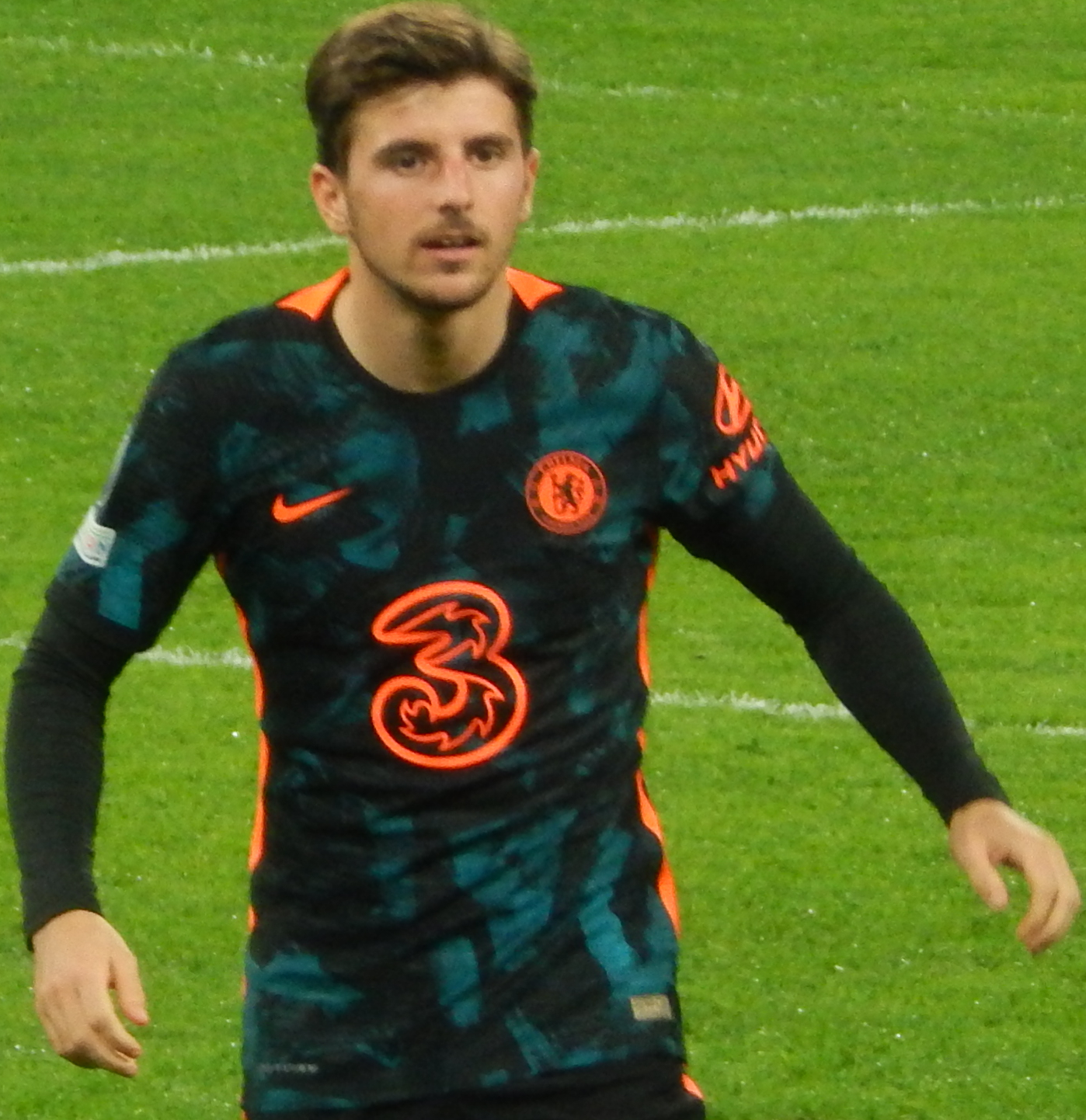
Маунт в составе «Челси» в 2021 году

11 августа 2021 года, после ничьей 1:1 в основное и дополнительное время в Суперкубке УЕФА 2021 против «Вильярреала», Маунт забил четвертый пенальти «Челси» в серии пенальти, в результате которой клуб одержал победу 6:5 и завоевал свой второй Суперкубок УЕФА. 8 октября Маунт был одним из пяти игроков «Челси», включённых в финальный список из 30 человек на «Золотой мяч» 2021 года. Маунт в итоге занял 19-е место в рейтинге. 23 октября Маунт сделал свой первый хет-трик за «Челси» в домашнем матче против «Норвич Сити» 7:0. В декабре Маунт стал самым молодым игроком «Челси», забившим гол в четырёх матчах Премьер-лиги подряд: он забил гол и сделал результативную передачу в матчах с «Уотфордом» и «Вест Хэмом», а затем забил голы в ворота «Лидс Юнайтед» и «Эвертона». Маунт забил в трёх матчах подряд впервые за свою карьеру в «Челси» в апреле: два гола и результативная передача с «Саутгемптоном» в Премьер-лиге, гол и результативная передача в выездном матче против «Реала» в четвертьфинале Лиги чемпионов и гол в ворота «Кристал Пэлас» в полуфинале Кубка Англии. 22 мая Маунт был назван игроком сезона «Челси» второй год подряд, став 12-м игроком, выигравшим этот титул более одного раза, и первым, кто выиграл его дважды подряд со времён Эдена Азара, выигравший его в 2014 году и сохранивший его в 2015 году.
У Маунта было трудное начало нового сезона 2022/23, поскольку он не забил ни одного гола в первых семи играх «синих» под руководством Томаса Тухеля, несмотря на то, что участвовал в каждом матче. На следующий день после поражения 0:1 от загребского «Динамо» в Лиге чемпионов Тухель был уволен. 4 июля 2023 года Маунт подтвердил в видеообращении в социальной сети своё решение покинуть «Челси», в котором он провёл 18 лет, выйдя из его знаменитой академии. В видео Маунт выразил признательность за полученную поддержку и рассказал, что решение, хотя и сложное, соответствует его нынешней карьерной траектории. Он также отметил, что «фанаты заслуживают большего, чем просто письменное заявление», добавив, что «мы через многое прошли вместе».

### «Манчестер Юнайтед»
5 июля 2023 года перешёл в «Манчестер Юнайтед», подписав с клубом пятилетний контракт. Сумма трансфера составила 55 млн фунтов, ещё 5 млн предусмотрены в виде бонусов при достижении определённых условий. Тренер «Юнайтед» Эрик Тен Хаг, сказал, что Маунт будет играть глубже и в полузащите, в отличие от пребывания в «Челси». В новом клубе Маунт взял 7-й номер, под которым в Манчестере играли такие игроки как Джордж Бест, Брайан Робсон, Эрик Кантона, Дэвид Бекхэм, Криштиану Роналду и Эдинсон Кавани.

## Карьера в сборной

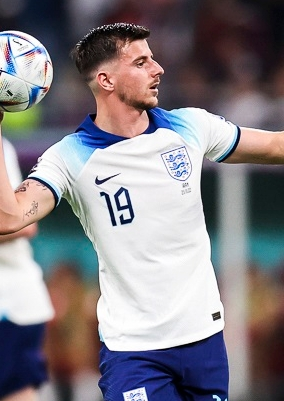
Маунт в составе сборной Англии

Выступал за юношеские сборные Англии до 16, до 17, до 18 и до 19 лет.
В составе сборной Англии до 21 года Маунт стал участником чемпионата Европы 2016 года. Провёл на турнире все четыре встречи, вместе с командой вышел в четвертьфинал. Победитель чемпионата Европы 2017 года среди юношей до 19 лет. На турнире сыграл пять встреч, в том числе и финальную, во всех выходил в стартовом составе.
7 сентября 2019 года дебютировал за главную сборную Англии в матче против сборной Болгарии.  17 ноября Маунт забил свой первый гол за Англию в матче против Косово в отборе на Евро-2020.
Маунт был включён в состав сборной Англии на Евро-2020 из 26 человек. 22 июня 2021 года Маунт и его одноклубник Бен Чилуэлл были вынуждены самоизолироваться после контакта с шотландским игроком Билли Гилмором, у которого был положительный тест на COVID-19 после нулевой ничьей с Шотландией на турнире.
Маунт был включён в состав сборной Англии на чемпионат мира 2022.

## Клубная статистика
По состоянию на 25 мая 2025 года
| Клуб                  | Сезон            | Лига | Лига | Кубок страны | Кубок страны | Кубок лиги | Кубок лиги | Еврокубки | Еврокубки | Прочие | Прочие | Итого | Итого |
| Клуб                  | Сезон            | Игры | Голы | Игры         | Голы         | Игры       | Голы       | Игры      | Голы      | Игры   | Голы   | Игры  | Голы  |
| --------------------- | ---------------- | ---- | ---- | ------------ | ------------ | ---------- | ---------- | --------- | --------- | ------ | ------ | ----- | ----- |
| Челси                 | 2016/17          | 0    | 0    | 0            | 0            | 0          | 0          | 0         | 0         | 3      | 0      | 0     | 0     |
| Челси                 | 2017/18          | 0    | 0    | 0            | 0            | 0          | 0          | 0         | 0         | 0      | 0      | 0     | 0     |
| Челси                 | 2018/19          | 0    | 0    | 0            | 0            | 0          | 0          | 0         | 0         | 0      | 0      | 0     | 0     |
| Челси                 | 2019/20          | 37   | 7    | 6            | 1            | 1          | 0          | 8         | 0         | 1      | 0      | 53    | 8     |
| Челси                 | 2020/21          | 36   | 6    | 5            | 1            | 2          | 0          | 11        | 2         | 0      | 0      | 54    | 9     |
| Челси                 | 2021/22          | 32   | 11   | 5            | 1            | 6          | 0          | 7         | 1         | 3      | 0      | 53    | 13    |
| Челси                 | 2022/23          | 24   | 3    | 1            | 0            | 1          | 0          | 9         | 0         | 0      | 0      | 35    | 3     |
| Челси                 | Итого            | 129  | 27   | 17           | 3            | 10         | 0          | 35        | 3         | 4      | 0      | 195   | 33    |
| Витесс (аренда)       | 2017/18          | 29   | 9    | 1            | 0            | —          | —          | 6         | 0         | 3      | 5      | 39    | 14    |
| Витесс (аренда)       | Итого            | 29   | 9    | 1            | 0            | 0          | 0          | 6         | 0         | 3      | 5      | 39    | 14    |
| Дерби Каунти (аренда) | 2018/19          | 35   | 8    | 2            | 0            | 4          | 2          | —         | —         | 3      | 1      | 44    | 11    |
| Дерби Каунти (аренда) | Итого            | 35   | 8    | 2            | 0            | 4          | 2          | 0         | 0         | 3      | 1      | 44    | 11    |
| Манчестер Юнайтед     | 2023/24          | 14   | 1    | 2            | 0            | 2          | 0          | 2         | 0         | 0      | 0      | 20    | 1     |
| Манчестер Юнайтед     | 2024/25          | 16   | 1    | 0            | 0            | 0          | 0          | 9         | 2         | 1      | 0      | 26    | 3     |
| Манчестер Юнайтед     | Итого            | 30   | 2    | 2            | 0            | 2          | 0          | 11        | 2         | 1      | 0      | 46    | 4     |
| Всего за карьеру      | Всего за карьеру | 223  | 46   | 22           | 3            | 16         | 2          | 52        | 5         | 11     | 6      | 324   | 62    |

## Достижения

### Командные достижения
«Челси»
- Победитель Лиги чемпионов УЕФА: 2020/21
- Обладатель Суперкубка УЕФА: 2021
- Победитель Клубного чемпионата мира: 2021

«Манчестер Юнайтед»
- Обладатель Кубка Англии: 2023/24

Сборная Англии (до 19 лет)
- Победитель чемпионата Европы среди юношей до 19 лет: 2017

Сборная Англии
- Серебряный призёр Чемпионата Европы: 2020

### Личные достижения
- Игрок года по версии болельщиков «Челси» (2): 2021, 2022
- Лучший выпускник академии в Премьер-лиге: 2020/21[37]
- Член символической «сборной сезона» Лиги чемпионов: 2020/21[38]